# Luigi Alessandro Gonzaga
Luigi Alessandro Gonzaga (Luzzara, 20 de abril de 1494 – Castel Goffredo, 19 de julio de 1549), fue un noble y condotiero italiano del Renacimiento, miembro de la Familia Gonzaga.

## Biografía
Generalmente conocido como Aloisio (otras fuentes lo llaman Aluigi, Loysio, Luigi de Castel Goffredo) fue hijo de Rodolfo Gonzaga (Rodolfo de Castiglione, 1452-1495) y de Catarina Pico della Mirandola.
Señor de Castel Goffredo, Castiglione y Solferino, fue el fundador de las ramas de la familia Gonzaga, llamadas “Gonzaga de Castel Goffredo, Castiglione y Solferino” y “Gonzaga de Castel Goffredo”. Ambas ramas se extinguieron en 1593.
Utilizó el palacio, Palacio Gonzaga-Acerbi, para alojar su corte desde 1511 hasta 1549. Apoyó el Sacro Imperio Romano Germánico y a su líder Carlos I de España. Carlos hizo una visita en Castel Goffredo en 1543.
Fue una de las figuras más importante en la historia de Castel Goffredo, que se convirtió en la capital del marquesado del mismo nombre. A Luigi Alessandro se debe gran parte de la planificación urbanística renacentista del pueblo.
Es el abuelo de San Luis Gonzaga.

## Descendencia
Luigi Alessandro y su segunda esposa Caterina Anguissola tuvieron tres hijos:
- Alfonso Gonzaga (Alfonso de Castel Goffredo, 1541-1592)
- Ferrante Gonzaga (Ferdinando I de Castiglione, 1544-1586)
- Orazio Gonzaga (Orazio de Solferino, 1545-1587)